# إيران في الألعاب الأولمبية الصيفية 1948
تنافست إيران في الألعاب الأولمبية الصيفية لأول مرة في دورة الألعاب الأولمبية الصيفية 1948 في لندن ، إنجلترا. 36 متنافسًا، جميعهم رجال، شاركوا في 23 حدثًا في 5 رياضات، وكانت الميدالية الوحيدة في البلاد عبارة عن برونزية في رفع الأثقال فاز بها جعفر سلماسي في فئة وزن الريشة.

## المنافسين

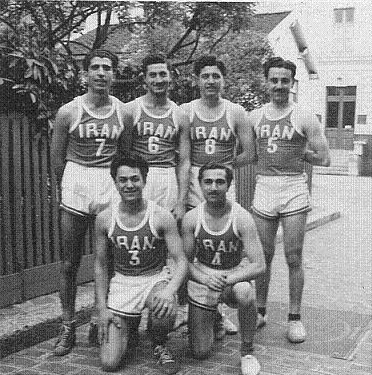
منتخب إيران لكرة السلة في دورة الألعاب الأولمبية عام 1948 في لندن

| رياضة        | رجال | النساء | المجموع |
| ------------ | ---- | ------ | ------- |
| كرة سلة      | 13   |        | 13      |
| ملاكمة       | 8    |        | 8       |
| اطلاق الرصاص | 3    |        | 3       |
| رفع الاثقال  | 5    |        | 5       |
| مصارعة       | 7    |        | 7       |
| المجموع      | 36   | 0      | 36      |

## روابط خارجية
- التقارير الأولمبية الرسمية
- قاعدة بيانات نتائج اللجنة الأولمبية الدولية